# 김종현 (사격 선수)
김종현(金鐘鉉, 1985년 7월 21일~)은 대한민국의 사격 선수로 주 종목은 소총이다. 광저우에서 열린 2010년 아시안 게임 단체전에서 금메달 2개, 은메달 1개, 동메달 1개, 인천에서 열린 2014년 아시안 게임 단체전에서 은메달 1개를 획득하였다. 주종목인 소총 3자세에서 한진섭에 밀려 크게 빛을 보지 못하였으나 런던에서 열린 2012년 하계 올림픽에서 당당히 은메달을 목에 걸었다. 런던 올림픽 소총 3자세 결선에서 마지막 발을 남겨두고 미국의 매슈 에먼스에 밀려 동메달이 거의 확정적이었으나 마지막 한 발에서 김종현이 뛰어난 집중력으로 10.3점의 높은 점수를 쏜 반면 에먼스는 7점으로 크게 실수하는 바람에 은메달을 획득할 수 있었다.

## 출신 학교
- 두암초등학교
- 각화중학교
- 광주체육고등학교
- 동국대학교